# Blastobasis explorata
Blastobasis explorata é uma espécie de mariposa do gênero Blastobasis pertencente à família Coleophoridae.